# Флаг Черновского сельского поселения (Ленинградская область)
Флаг муниципального образования «Черновское сельское поселение» Сланцевского муниципального района Ленинградской области Российской Федерации — опознавательно-правовой знак, служащий официальным символом муниципального образования.
Утверждён 9 марта 2011 года и внесён в Государственный геральдический регистр Российской Федерации с присвоением регистрационного номера 6807.

## Описание
Представляет собой прямоугольное полотнище с отношением ширины флага к длине — 2:3, воспроизводящее композицию герба в красном, жёлтом, чёрном и белом цветах».
Геральдическое описание герба, утверждённого 20 октября 2010 года, гласило: «В поле трижды неравно рассечённом: узко серебром и чернью и широко червленью (красным) поверх деления черни и червлении — вписанный серебряный меч, который держит выходящая слева в оконечности серебряная рука в латах; сопровождаемый справа — золотым обернувшимся, изрыгающем пламя драконом в столб, слева — повышенной золотой бревенчатой сторожевой башней с воротами и островерхой кровлей, поверх которой внизу — золотой сидящий и обернувшийся орёл».
Геральдическое описание герба, утверждённого 9 марта 2011 года, гласит: «В поле трижды неравно рассечённом: узко серебром и чернью (чёрным) и широко червленью (красным), поверх деления черни и червлени — вписанный серебряный меч, который держит выходящая слева в оконечности серебряная рука в латах, сопровождаемый справа — золотым восстающим драконом, изрыгающим золотое пламя, слева — золотым сидящим орлом с воздетыми и распростёртыми крыльями».

## Символика
Составлен на основании герба, в соответствии с традициями и правилами геральдики и отражает исторические, культурные, общественные, национальные и другие местные традиции.
Символы означают многие важные исторические события, связанные с Черновским сельским поселением. Здесь проходила граница с Ливонским орденом, осуществлявшим разорительные набеги на русские земли. В XV—XVI веках земли Кушельской губы были в эпицентре войн с Ливонией, когда Россия боролась за выход к Балтийскому морю. В XVII веке в период Смутного времени край испытывал многие нашествия и разорения — здесь разбойничали шведские захватчики. XVI веке здесь был организован военно-сторожевой пост — «Васильево сиженье» Василия Елагина. 5 ноября 1585 года, возвращаясь с очередного съезда с русскими представителями близ устья Плюссы, утонул в реке Нарова вместе с 18 своими спутниками шведский военный и государственный деятель основатель шведского дворянского рода Понтус Делагарди. В 1700 году через земли поселения прошла т. н. «Шереметьевская дорога» на Нарву. Уже в годы Великой Отечественной войны, в 1944 году, был создан штаб командующего Ленинградским фронтом Л. А. Говорова. Так возник посёлок Красный — ныне деревня Черновское.
Дракон, изрыгающий пламя — напоминание о многочисленных угрозах, исходивших русским землям со стороны Ливонского ордена, шведов, и т. д.
Сторожевая башня, орёл и рука, сжимающая меч — оборона русских земель.
Чёрный цвет символизирует благоразумие, мудрость, скромность, честность, вечность и древность бытия. Олицетворяет топонимы деревень: Черновское, Монастырёк, Вороново, ручей Монастырской, речки Черновка и Чёрная.
Красный цвет символизирует право, мужество, самоотверженность, любовь, храбрость, неустрашимость, труд, жизнеутверждающую силу, праздник, красоту, солнце и тепло. В старорусской традиции красный — «красивый». Цвет пролитой крови героев. Напоминание о первом названии деревни Черновское — посёлок Красный.
Жёлтый цвет (золото) символизирует божественное сияние, благодать, прочность, величие, солнечный свет, а также могущество, силу, постоянство, знатность, справедливость и верность.
Белый цвет (серебро) символизирует чистоту помыслов, искренность, правдивость, невинность, благородство, откровенность, непорочность и надежду.